# Robin Pronk
Robin Pronk (16 november 1972) is een Nederlands voetbaltrainer. Hij was van 2014 tot en met 2019 actief als hoofdcoach bij Jong FC Utrecht en is sinds 2021 hoofd jeugdopleiding bij de club. Pronk is de zoon van oud-Ajacied Ton Pronk

## Carrière
Pronk begon zijn loopbaan als jeugdtrainer bij FC Abcoude waar hij samenwerkte met Edson Braafheid.   
In 1998 ging hij aan de slag als trainer van de D2 van Ajax. Later trainde hij ook de D1, B2 en de B1. Met laatstgenoemde wist Pronk in 2008 en 2010 landskampioen te worden en in 2010 de Aegon Future Cup te winnen.
In 2011 maakte Pronk de overstap naar FC Utrecht A1, waar hij de opvolger werd van Jean-Paul de Jong, die de overstap maakte naar het elftal van Jong FC Utrecht. Hij was drie seizoenen lang trainer van de A1 alvorens hij medio 2014 de overstap maakte naar Jong FC Utrecht. In het seizoen 2015/16 wist Pronk met zijn team de Beloften Eredivisie te winnen en dwong hiermee promotie af naar de Eerste divisie 2016/17. In februari 2019 meldde de club dat het contract met de trainer na het lopende seizoen niet verlegd zou worden.
Op 8 april 2021 werd bekend gemaakt dat Pronk als Hoofd Jeugdopleiding terugkeert bij FC Utrecht. Hij heeft een contract getekend tot medio 2024 en volgt hiermee Jelle Goes op.